# Чутешть
Чутешть (рум. Ciutești, Чутешты) — село в Ниспоренском районе Молдавии. Является административным центром коммуны Чутешть, включающей также село Валя-Нырновей.

## География
Село расположено на высоте 178 метров над уровнем моря.

## Население
По данным переписи населения 2004 года, в селе Чутешть проживает 1495 человек (756 мужчин, 739 женщин).
Этнический состав села:
| Национальность | Число жителей | Процентный состав |
| -------------- | ------------- | ----------------- |
| молдаване      | 1474          | 98.6              |
| румыны         | 12            | 0.8               |
| русские        | 7             | 0.47              |
| украинцы       | 1             | 0.07              |
| прочие         | 1             | 0.07              |
| Всего          | 1495          | 100%              |